# Trichostomum polyphyllum
Trichostomum polyphyllum là một loài rêu trong họ Pottiaceae. Loài này được (Sw.) Turner mô tả khoa học đầu tiên năm 1804.